# Damiana Eugenio
Damiana Eugenio (27 de septiembre de 1921 - † 10 de octubre de 2014) fue una profesora y autora filipina que era conocida como la Madre del Folklore de Filipinas, un título que recibió en 1986. Además de enseñar en la Universidad de las Filipinas. Tiene varias publicaciones en el campo del folklore de Filipinas, entre ellas una serie de siete libros que se editaron y publicaron.

## Biografía
Eugenio obtuvo un diploma universitario de la EEB y se graduó de la Universidad de las Filipina]. Obtuvo su título en el English Literaturefolklore. Fue profesora en el Departamento de Inglés y Literatura Comparada de la Facultad de Artes en Diliman. 
Las obras de Eugenio fueron descritas como volúmenes que están exhaustiva y profesional en la presentación y como recursos valiosos para los investigadores que estudian las Filipinas y su folklore. Escrito en inglés, su libro "Philippine Folk Literature: The Myths (1993)", sirvió como un entendimiento que promueve "el acceso nacional e internacional con el folclore filipino", y fueron reunidas a través de fuentes escritas, y estaba destinada a fomentar el interés en el tema. En este trabajo, Eugenio también presentó los relatos recogidos en un contexto académico adecuado que también justifica la inclusión de las leyendas de santos, en lugar de ser una colección de mitos pura. 
Por su trabajo y escritos recibió varios premios de diferentes asociaciones y diferentes años. Eugenio murió el 10 de octubre de 2014, a causa de una caída que tuvo en diciembre de 2013, y estuvo en cama desde ese momento.